# Haus Tudor
Haus Tudor [ˈtuːdə], [ˈtʲuːdə], walisisch Tudur oder Tewdwr (engl. Royal House of Tudor), ist der Name eines walisischen Geschlechtes auf dem englischen Königsthron von 1485 bis 1603.
Der erste englische Tudor-König Heinrich VII. führte seinen Anspruch auf den Thron − etwas bemüht − auf den 1377 gestorbenen König Eduard III. aus dem Haus Plantagenet zurück. Dessen dritter Sohn John of Gaunt, 1. Duke of Lancaster hatte von seiner Mätresse (und späteren dritten Ehefrau) einen Sohn John Beaufort, 1. Earl of Somerset, der zwar nachträglich legitimiert, aber nicht thronfolgeberechtigt war. Dessen Enkelin war Heinrich Tudors Mutter Margaret Beaufort. 
Väterlicherseits gehörte Heinrich Tudor einem alten walisischen Rittergeschlecht an, das zwar königlich verschwägert, jedoch keineswegs selbst entsprechenden Ranges war. Heinrichs Vater war Edmund Tudor, Earl of Richmond, Sohn des Owen Tudor. Dieser, ein walisischer Ritter mit dem ursprünglichen Namen Owain ap Maredudd ap Tudur, hatte um 1429 heimlich Catherine de Valois geheiratet, die Witwe des englischen Königs Heinrich V., und mit ihr sechs Kinder gezeugt, darunter Heinrichs Vater Edmund, der somit ein Halbbruder von Heinrich VI. war, dieser seinerseits ein „legitimer“ Urenkel des oben erwähnten John of Gaunt, 1. Duke of Lancaster. 
Seit der Ermordung seines Halbbruders Heinrich VI. 1471 (dessen einziger Sohn kurz zuvor gefallen war) war Heinrich Tudor der Anführer der Partei des Hauses Lancaster, einer von zwei in den Rosenkriegen gegeneinander kämpfenden Linien der Dynastie Plantagenet. Am Ende dieser Kriege besiegte er 1485 in der Schlacht von Bosworth Field den letzten König aus dem konkurrierenden Hause York, Richard III. Er wurde vom Parlament als König anerkannt und heiratete Richards Nichte Elizabeth of York, die Schwester des verschollenen Königs Eduard V. Er war damit der letzte König Englands, der den Thron auf dem Schlachtfeld errang, wenn man von Wilhelm III. von Oranien absieht, der zwar mit einer Streitmacht ins Land kam, aber kaum kämpfen musste. Den letzten Plantagenet, Edward, der weitaus legitimere Thronansprüche hatte, jedoch von der Thronfolge ausgeschlossen worden war, ließ Heinrich im Tower of London inhaftieren und 1499 enthaupten.
Nach dem Tod der letzten englischen Königin aus dem Haus Tudor, Elisabeth I., im Jahre 1603 folgte Jakob I. aus dem Haus Stuart auf den Thron, ein Urenkel von Margaret Tudor, der Schwester Heinrichs VIII.; er wurde der erste gemeinsame König von England und Schottland. Die letzten Nachfahren des Hauses Stuart wurden, weil katholisch, 1701 von der Thronfolge ausgeschlossen, sodass 1714 das protestantische Haus Hannover auf den britischen Thron folgen konnte, das − ähnlich wie die Tudors und Stuarts − nur entfernt verwandt war mit seinen Vorgängern.

## Herrscherliste
1485–1509 Heinrich VII., * 1457
1509–1547 Heinrich VIII., * 1491
1547–1553 Eduard VI., * 1537
1553–1553 Jane Grey, * 1537
1553–1558 Maria I., * 1516
1558–1603 Elisabeth I., * 1533

## Stammliste
Monarchen Englands im Folgenden fett.

### Bis Owen Tudor
Ednyfed Fychan ⚭ Gwenllian, † 1236, Tochter des Rhys, genannt The Lord Rhys, Regent von Deheubarth (Südwales) (Haus Gwynedd, Könige von Gwynedd in Nordwales)
Gronw
Tudor Hen † 1311
Gronw ap Tewdwr (Tudor) † 1331
Sir Tudor Vychan (Fychan) of Penmynydd (Anglesey) † 1367 ⚭ Margaret, Tochter des Thomas ap Llywelyn (Haus Gwynedd)
Maredudd ap Tewdwr (Tudor) ⚭ Margaret, Tochter des David Vychan
Owen Tudor † 1461 ⚭ Katharina von Valois (* 1401 † 1437), Tochter des Königs Karl VI. von Frankreich, Witwe von König Heinrich V. von England

### Ab Owen Tudor
Owen Tudor (siehe oben)

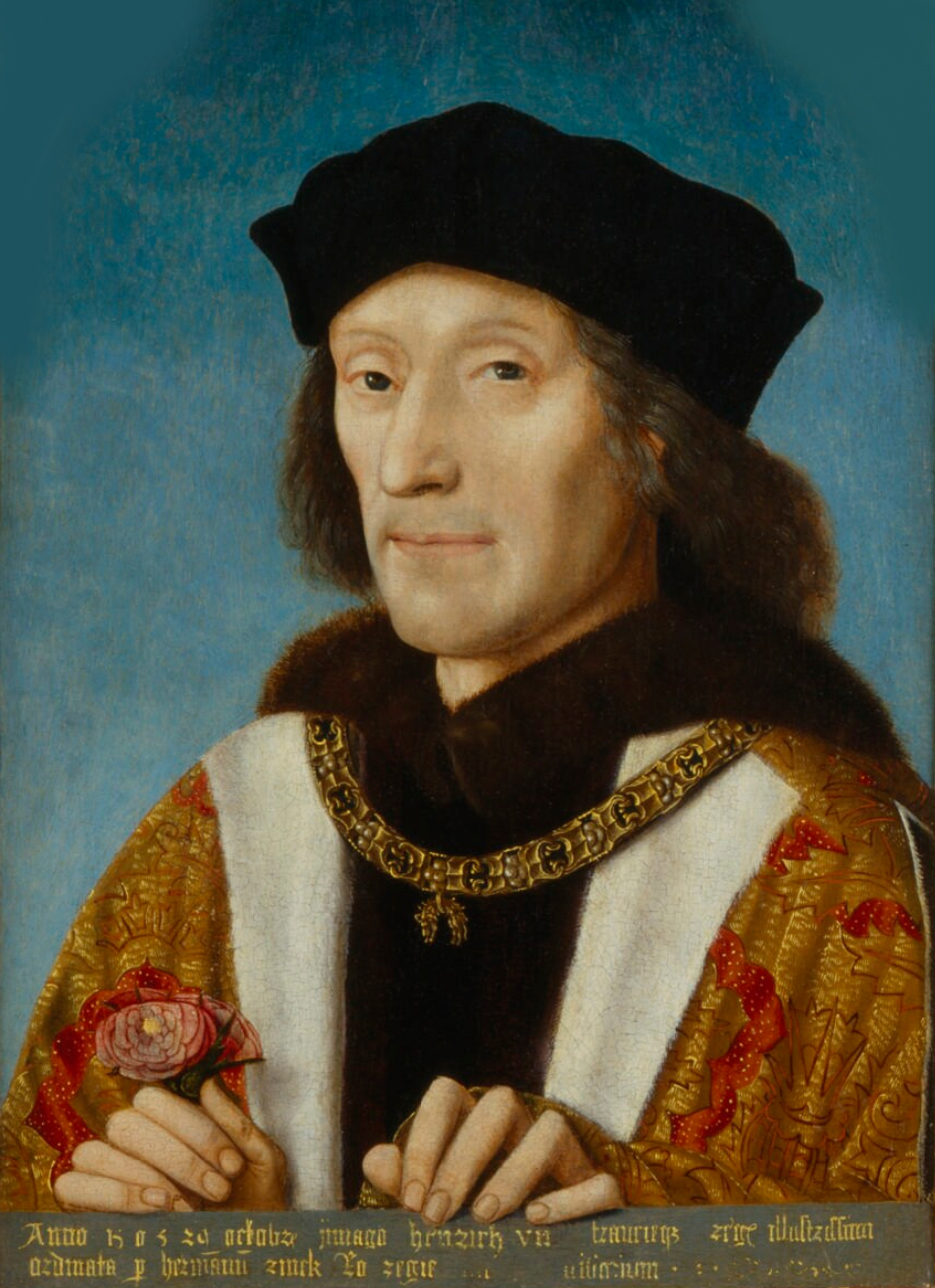
Heinrich VII.

1. Heinrich VII.Edmund Tudor (* 1430 † 1456), Earl of Richmond 1452
⚭ 1455 Margarete Beaufort (* 1443 † 1509) Tochter von John Beaufort, 1. Duke of Somerset (aus der Familie Plantagenet)
  1. Heinrich VII. (* 1457 † 1509) König von England 1485–1509
⚭ 1486 Elisabeth (* 1466 † 1503) Tochter des Königs Eduard IV. (England) (aus der Familie York)
    1. Arthur (* 1486 † 1502), Prince of Wales
⚭ 1501 Katharina (* 1485 † 1536) Tochter des Königs Ferdinand II. von Aragón
    2. Margarete (* 1489 † 1541)
⚭1) 1503 Jakob IV. König von Schottland (* 1473 † 1513)
⚭2) 1514–1526 Archibald Douglas, 6. Earl of Angus (* um 1489 † 1557)
⚭3) 1526 Heinrich Stuart, Lord Methven († um 1552)

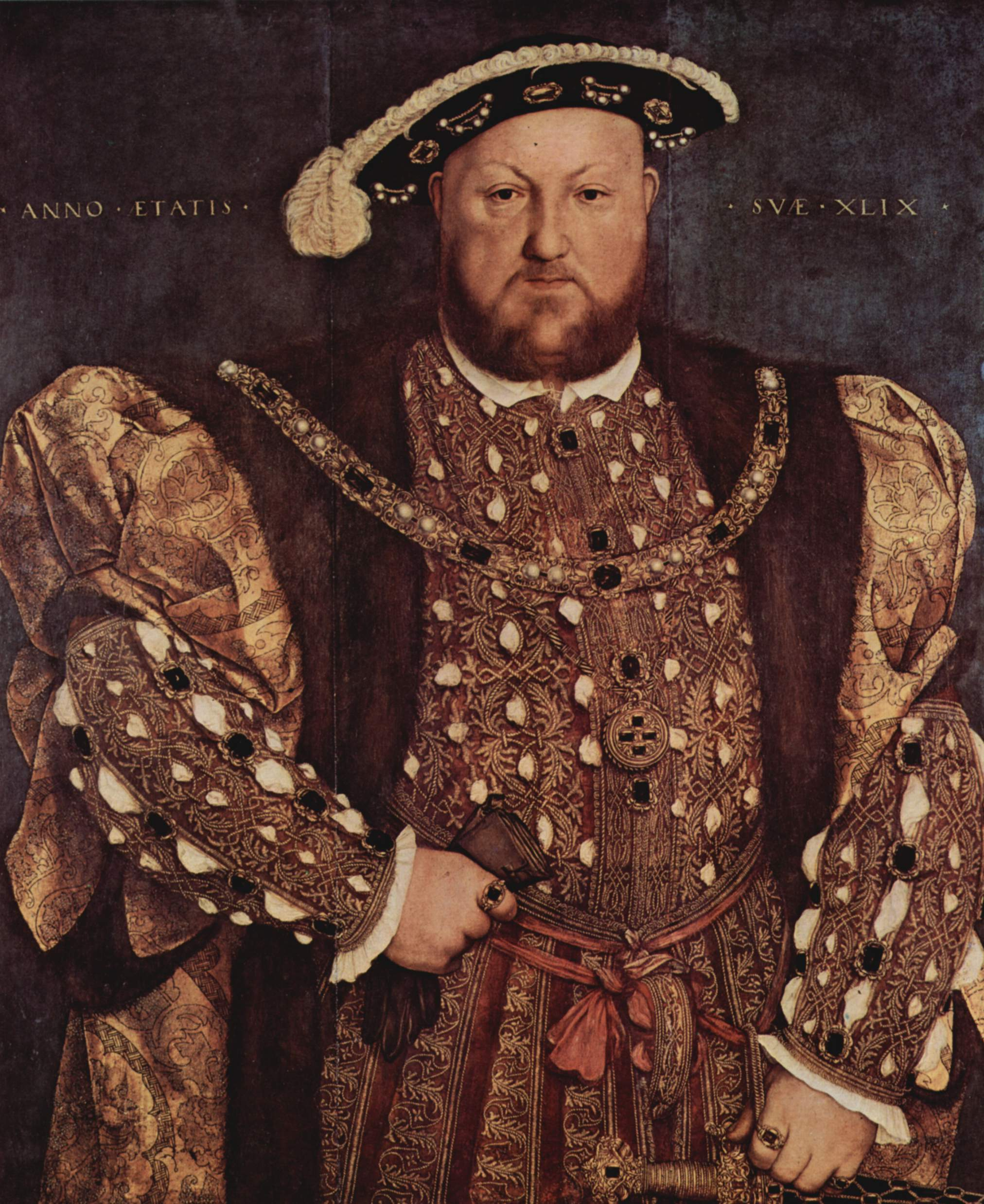
Heinrich VIII.

    3. Heinrich VIII.Heinrich VIII. (* 1491 † 1547), König von England 1509–1547
⚭1) 1509–1533 Katharina (* 1485 † 1536; geschieden), Tochter des Königs Ferdinand II. von Aragón
⚭2) 1533 Anne Boleyn (* 1507 † 1536; geköpft), Tochter des Thomas Boleyn
⚭3) 1536 Jane Seymour († 1537; gestorben), Tochter des Sir John Seymour of Wolf Hall, Wiltshire
⚭4) 1540–1540 Anna von Kleve (* 1515 † 1557; geschieden), Tochter des Herzogs Johann III. von Kleve
⚭5) 1540 Catherine Howard (* 1521/1525 † 1542; geköpft), Tochter des Sir Edmund Howard
⚭6) 1543 Catherine Parr (* 1512 † 1548; überlebt), Tochter des Sir Thomas Parr of Kendal
      1. Henry Fitzroy (unehelich, mit Elizabeth Blount) (* 15. Juni 1519; † 18. Juni 1536), Duke of Richmond
⚭ 1533 Mary Howard († um 1555), Tochter des Thomas Howard, 3. Duke of Norfolk
      2. (1) Tochter (*/† 31. Januar 1510)
      3. (1) Heinrich, Duke of Cornwall (* 1. Januar 1511; † 22. Februar 1511)
      4. (1) Sohn (*/† November 1513)
      5. (1) Heinrich (*/† Dezember 1514), Duke of Cornwall

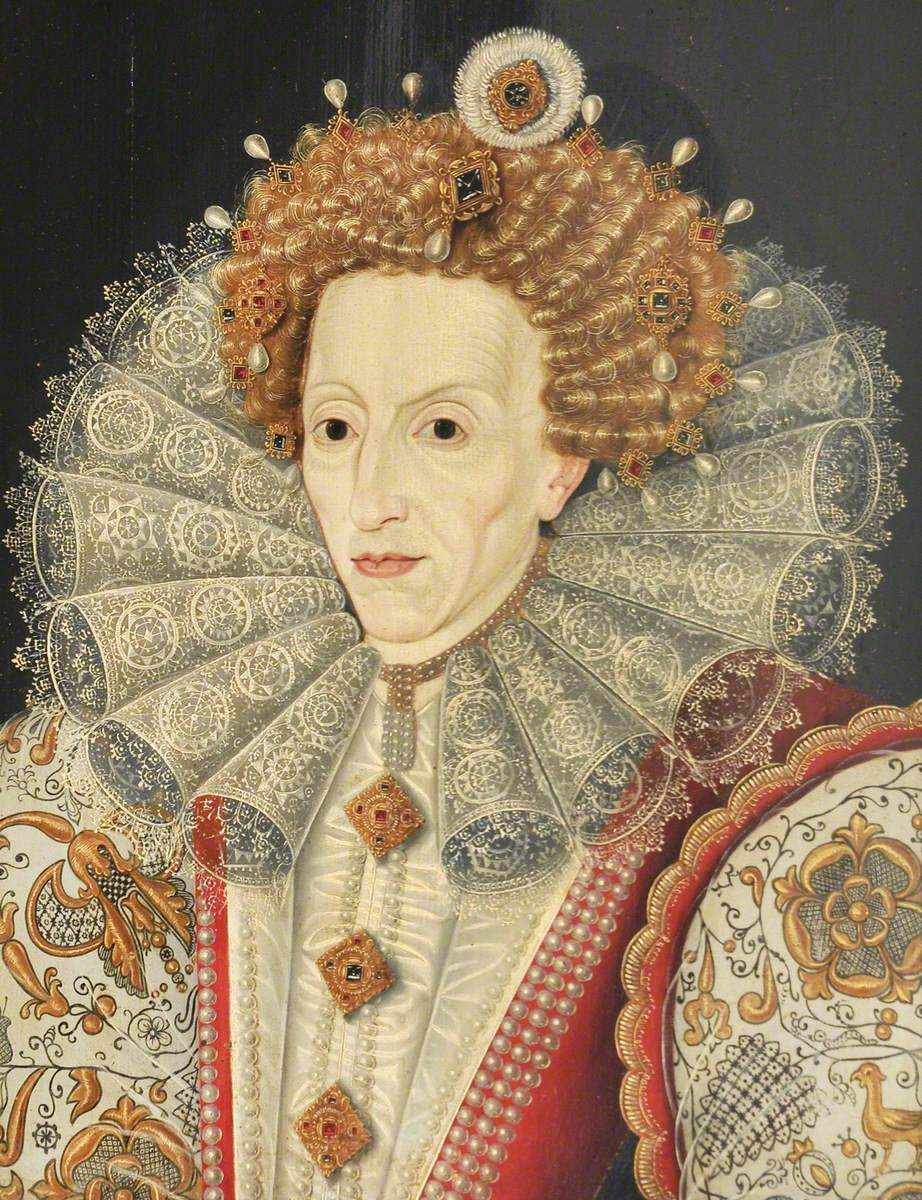
Elisabeth I.

      6. (1) Elisabeth I.Maria I. Bloody Mary (* 1516 † 1558), Königin von England 1553–1558
⚭ 1554 Philipp II. König von Spanien (* 1527 † 1598)
      7. (1) Tochter (*/† 10. November 1518)
      8. (2) Elisabeth I. The Virgin Queen (* 1533 † 1603), Königin von England 1558–1603
      9. (2) Edward (*/† 29. Januar 1536)
      10. (3) Eduard VI. (* 1537 † 1553), König von England 1547–1553

    4. Elisabeth († 1495)
    5. Mary (* 1496 † 1533)
⚭1) 1514 Ludwig XII. König von Frankreich (* 1462 † 1515)
⚭2) 1515 Charles Brandon, 1. Duke of Suffolk (* ca. 1484 † 1545) (Haus Brandon)
      1. Lady Frances Brandon (* 1517 † 1559) ⚭ Henry Grey, 1. Duke of Suffolk (* um 1515 † 1554)
        1. Lady Jane Grey (* 1537 † 1554) ⚭ Guilford Dudley (* um 1535 † 1554), Königin von England 1553 (Neuntagekönigin bzw. Dreizehntagekönigin)

    6. Edmund Tudor (* 1499 † 1500) Duke of Somerset
    7. Katharina († jung)
2. Jasper Tudor (* um 1431 † 1495), Duke of Bedford 1485 ⚭ 1483/5 Katherine Woodville, Tochter des Richard Woodville, 1. Earl Rivers
  1. Helen (ca. *1459) ⚭ John Gardiner (ca. *1446)
    1. Stephan Gardiner, Bischof von Winchester (* ca. 1483; † 12. November 1555)

  2. Joan ⚭ William ap Yevan
    1. Morgan ap Williams ⚭ Catherine Cromwell
      1. Richard Williams (1510–1544) ⚭ Frances Morfyn
        1. Francis
        2. Henry Williams (1538–1602) ⚭ 1) Joan Warren (1524–1584)
          1. Robert Cromwell (1560–1617) ⚭ Elizabeth Stewart (1564–1654)
            1. Oliver Cromwell (1599–1658), war während der kurzen republikanischen Periode der englischen Geschichte Lordprotektor von England, Schottland und Irland ⚭ Elizabeth Bourchier
              1. Robert (1621–1639), starb im Internat
              2. Oliver (1622–1644), starb als Offizier des Parlamentsheeres
              3. Bridget (1624–1662), heiratete Henry Ireton, dann Charles Fleetwood
              4. Richard (1626–1712), vom 3. September 1658 bis zum 25. Mai 1659 Lordprotektor von England, Schottland und Irland ⚭ Dorothy Maijor (ca. *1640)
                1. Elizabeth Cromwell ⚭ Thomas Thompson (1710–1770)

              5. Henry (1628–1674), bis 1658 Lord Deputy of Ireland
              6. Elizabeth (1629–1658), heiratete John Claypole
              7. James (1632), starb kurz nach der Geburt
              8. Mary (1637–1713), heiratete Thomas Belasyse, 1. Earl Fauconberg
              9. Frances (1638–1720), heiratete Robert Rich (1634–1658), dann Sir John Russell, 3. Baronet
3. Owen († 1501) Mönch in Winchester
4. Tochter, Nonne
5. Jacina ⚭ Reginald Grey, 7. Baron Grey de Wilton